# SEC22A
SEC22A (англ. SEC22 homolog A, vesicle trafficking protein) – білок, який кодується однойменним геном, розташованим у людей на короткому плечі 3-ї хромосоми.  Довжина поліпептидного ланцюга білка становить 307 амінокислот, а молекулярна маса — 34 948.
| 10         |  | 20         |  | 30         |  | 40         |  | 50         |
| ---------- |  | ---------- |  | ---------- |  | ---------- |  | ---------- |
| MSMILSASVI |  | RVRDGLPLSA |  | STDYEQSTGM |  | QECRKYFKML |  | SRKLAQLPDR |
| CTLKTGHYNI |  | NFISSLGVSY |  | MMLCTENYPN |  | VLAFSFLDEL |  | QKEFITTYNM |
| MKTNTAVRPY |  | CFIEFDNFIQ |  | RTKQRYNNPR |  | SLSTKINLSD |  | MQTEIKLRPP |
| YQISMCELGS |  | ANGVTSAFSV |  | DCKGAGKISS |  | AHQRLEPATL |  | SGIVGFILSL |
| LCGALNLIRG |  | FHAIESLLQS |  | DGDDFNYIIA |  | FFLGTAACLY |  | QCYLLVYYTG |
| WRNVKSFLTF |  | GLICLCNMYL |  | YELRNLWQLF |  | FHVTVGAFVT |  | LQIWLRQAQG |
| KAPDYDV    |  |            |  |            |  |            |  |            |

A: Аланін

C: Цистеїн

D: Аспарагінова кислота

E: Глутамінова кислота

F: Фенілаланін

G: Гліцин

H: Гістидин

I: Ізолейцин

K: Лізин

L: Лейцин

M: Метіонін

N: Аспарагін

P: Пролін

Q: Глутамін

R: Аргінін

S: Серин

T: Треонін

V: Валін

W: Триптофан

Кодований геном білок за функцією належить до фосфопротеїнів. 
Задіяний у таких біологічних процесах як транспорт, транспорт білків, транспорт між ендоплазматичним ретикулумом і апаратом Гольджі, ацетиляція. 
Локалізований у мембрані, ендоплазматичному ретикулумі.